# The Wooden Leg
The Wooden Leg er en amerikansk stumfilm fra 1909 af D. W. Griffith.

## Medvirkende
- David Miles som Harry.
- Florence Lawrence som Claire.
- John R. Cumpson.
- Arthur V. Johnson.
- Mack Sennett.